# John Hartshorn

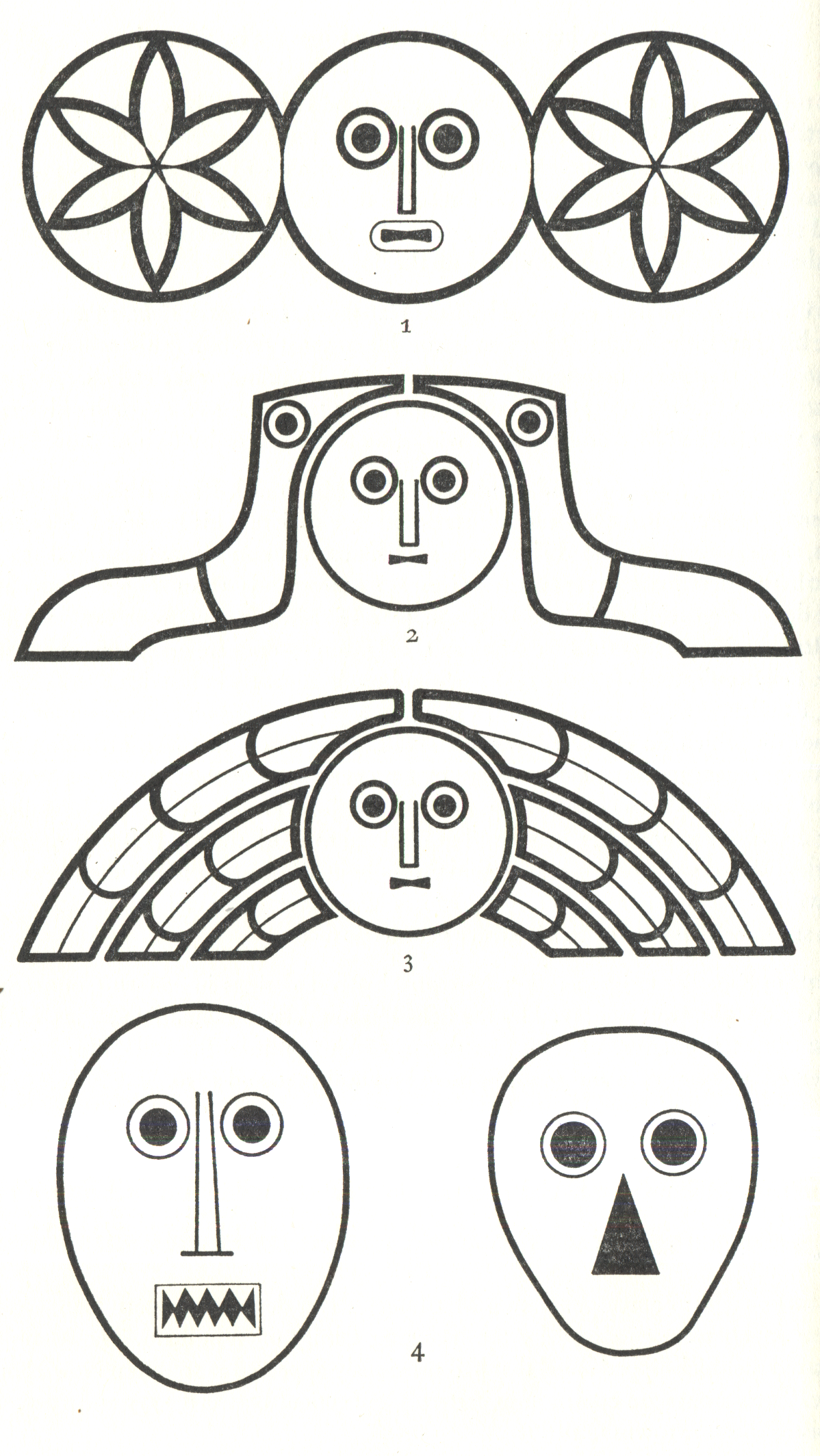
Abklatsche einiger Figuren in von Hartshorn gestalteten Grabgiebeln

John Hartshorn (geboren um 1650; gestorben nach 1737) war ein neuenglischer Steinmetz, dessen Grabsteine im 18. Jahrhundert stilprägend für die Steinmetze des unteren Merrimack-Tals waren.
Seit dem 19. Jahrhundert, als das Interesse an puritanischen Grabsteinen erwachte, galt als sicher, dass viele Grabsteine in der Gegend um Haverhill im östlichen Essex County (Massachusetts) aus den Jahren 1690–1720 und aus Norwich (Connecticut) nach 1720 von einem Steinmetz angefertigt wurden, dessen Name indes unbekannt war. Durch ein durch Erosion des Erdreichs freigesetztes Graffito an einem Grabstein und den Abgleich genealogischer Daten konnte er 1973 als John Hartshorne identifiziert werden, der erstmals 1672 in Haverhill dokumentiert ist und sich dort als Bauer und Schneider verdingte. Wohl gegen 1690 begann er, Grabsteine zu fertigen. Die Ausführung lässt vermuten, dass er zumindest einige bildhauerische Vorkenntnisse hatte.
Sein Stil zeichnet sich im Vergleich zu den Grabsteinen, die in Boston gefertigt wurden, durch eine merklich schlichtere und abstrakter wirkende Ausführung aus. Bisweilen wurde vermutet, er habe bei seinen Entwürfen indianische Einflüsse aufgenommen, doch ist sein reduzierter Stil wohl mehr Ausdruck einer ursprünglichen neuenglischen Volkskunst. Die in England üblichen Cheruben lehnten die neuenglischen Steinmetze (oder vielmehr ihre puritanische Kundschaft) durchweg als Götzenbilder ab, doch im Vergleich zu den Bostoner Entwürfen, die oftmals geflügelte Totenschädel, Skelette und andere Todesallegorien zeigten, sind die figürlichen Elemente bei Hartshorn stark stilisiert, oft auf einfachste geometrische Formen reduziert. 
Hartshorns Vorgaben wirkten auf die Steinmetze folgender Generationen insbesondere dort stilprägend, wo nach dem Great Awakening (um 1740) die Anhänger orthodox-calvinistischer Überzeugungen (Old Lights) die Oberhand behielten: in New Hampshire, in ländlichen Gebieten von Connecticut und in Massachusetts in den Counties Middlesex und Worcester; in von den New Lights dominierten Gegenden häuften sich auf den Grabsteinen nach 1740 hingegen vermehrt „liebliche“ Elemente wie Engel, Vögel und dergleichen. 